# Массачусетс (затока)
Затока Массачусетс (англ. Massachusetts Bay) — затока Атлантичного океану біля північно-східного узбережжя Північної Америки. Омиває штат Массачусетс, США. Затока Массачусетс вважається частиною затоки Мен, має довжину 55 км, і глибину до 93 м. Припливи в затоці півдобові, до 1,8 м.
На півночі затока обмежена півостровом Кейп-Енн, у південній частині розташована затока Кейп-Код, обмежена однойменним півостровом. Західна частина затоки носить назву Бостонська бухта, в ній розташовується місто-порт Бостон.
Затока дала назву одному з перших поселень в Нової Англії — колонії Массачусетської затоки. Велика кількість заток на узбережжі штату Массачусетс дали йому прізвисько «Штат заток».